# Piccola Sanremo
Le Piccola Sanremo - Gran Premio Sovizzo est une course cycliste italienne disputée à Sovizzo, en Vénétie. Créée en 1972, elle est organisée par l'UC Sovizzo. 
Cette épreuve fait partie du calendrier national de la Fédération cycliste italienne. Une course junior, le Gran Premio Sportivi di Sovilla-La Piccola Sanremo est également disputé fin avril.

## Palmarès
| Année    | Vainqueur              | Deuxième               | Troisième             |
| -------- | ---------------------- | ---------------------- | --------------------- |
| 1972     | Lino Cornale           | Antonio Colpo          | Dino Porrini          |
| 1973 (1) | Salvatore Ghisellini   | Mosè Segato            | Simone Fraccaro       |
| 1973 (2) | Giovanni Zago          | Angelo Codognato       | Adelino Vivenzi       |
| 1974 (1) | Vittorio Algeri        | Giuseppe Martinelli    | Giuseppe Tabanelli    |
| 1974 (2) | Antonio Caldari        | Paolo Casarotto        | Giuseppe Capellari    |
| 1975     | Fiorenzo Geremia       | Flavio Miozzo (it)     | Mario Gialdi          |
| 1976     | Lucio Di Federico      | Ivo Gobbi              | Giuliano Zanetti      |
| 1977     | Walter Delle Case (it) | Giovanni Viero         | Francesco Martellozzo |
| 1978     | Silvano Di Biasi       | Claudio Pettinà        | Francesco Caneva      |
| 1979 (1) | Giovanni Biason        | Daniele Caroli         | Gastone Martini       |
| 1979 (2) | Claudio Pettinà        | Ivano Bagarello        | Loris Bedon           |
| 1980 (1) | Flavio Zappi           | Benedetto Patellaro    | Fiorenzo Aliverti     |
| 1980 (2) | Bruno Cenghialta       | Ferdinando Beschin     | F. Diquigiovanni      |
| 1981     | Enzo Serpelloni        | Pieremilio Bergonzi    | Sandro Lerici         |
| 1982     | Nicola Vanin           | Gianmarco Saccani      | Giuliano Pavanello    |
| 1983     | Domenico Cavallo       | Mario Del Pup          | Renato Piccolo        |
| 1984     | Flavio Chesini         | Claudio Chiappucci     | Ivan Mazzocco         |
| 1985     | Flavio Chesini         | Patrick Serra          | Federico Ghiotto      |
| 1986     | Antonio Morbiato       | Flavio Borreggio       | Lucio Vecchiato       |
| 1987     | Flavio Vanzella        | Daniele Pizzol         | Eros Poli             |
| 1988     | Tiberio Savoia         | Michele Corrocher      | Fabrizio Bontempi     |
| 1989     | Marco Toffali          | Moreno Tocchet         | Michele Poser         |
| 1990     | Andrea Tozzo           | Fabio Baldato          | Rudy Mordegan         |
| 1991     | Mauro Bettin           | Denis Zanette          | Gianluca Gorini       |
| 1992     | Gianluca Gorini        | Mauro Bettin           | Michele Tozzo         |
| 1993     | Biagio Conte           | Mauro Bettin           | Gianluca Pianegonda   |
| 1994     | Oscar Dalla Costa      | Biagio Conte           | Sergio Previtali      |
| 1995     | Stefano Finesso        | Leonardo Calzavara     | Flavio Zandarin       |
| 1996     | Marzio Bruseghin       | Alessandro Spezialetti | Giuseppe Palumbo      |
| 1997     | Ivan Basso             | Matteo Frutti          | Giuliano Figueras     |
| 1998     | Paolo Bossoni          | Leonardo Giordani      | Mario Foschetti       |
| 1999     | Paolo Bono             | Fabio Testi            | Pavel Zerzáň (nl)     |
| 2000     | Dmitri Parfimovitch    | Antonio D'Aniello      | Sergey Matveyev       |
| 2001     | Stefano Laguna         | Alessandro Ballan      | Lorenzo Bernucci      |
| 2002     | Aliaksandr Kuschynski  | Ivan Fanelli           | Luca Solari           |
| 2003     | Mirco Lorenzetto       | Elia Rigotto           | Andrea Curino         |
| 2004     | Harald Starzengruber   | Mirko Allegrini        | Drąsutis Stundžia     |
| 2005     | Gene Bates             | Tiziano Dall'Antonia   | Marco Bandiera        |
| 2006     | Davide Tortella        | Devid Garbelli         | Mauro Finetto         |
| 2007     | Luca Zanderigo         | Alex Crippa            | Ermanno Capelli       |
| 2008     | Sacha Modolo           | Gianluca Brambilla     | Cristiano Monguzzi    |
| 2009     | Alessandro Mazzi       | Davide Appollonio      | Derik Zampedri (de)   |
| 2010     | Tomas Alberio          | Rafael Andriato        | Nicola Boem           |
| 2011     | Kristian Sbaragli      | Mirko Puccioni         | Paolo Colonna         |
| 2012     | Enrico Barbin          | Davide Formolo         | Fabio Aru             |
| 2013     | Nicola Gaffurini       | Andrea Vaccher         | Davide Orrico         |
| 2014     | Iuri Filosi            | Michele Gazzara        | Giacomo Berlato       |
| 2015     | Simone Consonni        | Nicolò Rocchi          | Alfio Locatelli       |
| 2016     | Nicola Bagioli         | Edward Ravasi          | Mark Padun            |
| 2017     | Andrea Toniatti        | Nicolò Rocchi          | Matteo Natali         |
| 2018     | Filippo Rocchetti      | Francesco Romano       | Christian Scaroni     |
| 2019     | Nicolas Prodhomme      | Manuele Tarozzi        | Matteo Jorgenson      |
| 2020     | annulé                 | annulé                 | annulé                |
| 2021     | Alex Tolio             | Mattia Petrucci        | Francesco Busatto     |
| 2022     | Federico Guzzo         | Alessandro Romele      | Davide Bauce          |
| 2023     | Kristiāns Belohvoščiks | Manuel Oioli           | Egor Igoshev          |
| 2024     | Nahom Zerai            | Federico Iacomoni      | Edoardo Zamperini     |